# Harald Irmscher
Harald Irmscher (Oelsnitz, 1946. február 12. –) olimpiai bronzérmes német labdarúgó, edző.
Az NDK válogatott tagjaként részt vett az 1972. évi nyári olimpiai játékokon és az 1974-es világbajnokságon.

## Sikerei, díjai

### Játékosként
MSV Zwickau
- Keletnémet kupa (1): 1966-67

Carl Zeiss Jena
- Keletnémet bajnok (1): 1969-70
- Keletnémet kupa (2): 1971-72, 1973-74

NDK
- Olimpiai bronzérmes (1): 1972